# Слатински Дреновац
Слатински Дреновац је насељено мјесто у саставу општине Чачинци, у Славонији, у Вировитичко-подравској жупанији, Република Хрватска. До територијалне реорганизације у Хрватској насеље се налазило у саставу бивше општине Ораховица.

## Географија
Слатински Дреновац се налази око 15 км југозападно од Чачинаца.

## Историја
Село се први пут спомиње 1292. године. 1719. године на узвишењу изнад села ораховачки црнорисци  на рушевинама старе цркве подижу Српски Православни манастир посвећен Светом Георгију. У тој манастирској цркви је 1758. Василије Романович израдио иконостас који је спадао у ред најбољих достигнућа православне умјетности у Хрватској и Славонији. И данас се с улаза могу видјети прозори од келија у којима су некада спавали црнорисци. Поред цркве су и катакомбе у којима су кости црноризаца. У вријеме владавине Царице Марије Терезије између 1778. и 1782. манастир је одлуком власти укинут, а манастирска црква постаје парохијска. Село је страдало у Другом свјетском рату, а нарочито црква коју су усташе срушиле 1942. године. Романовичев иконостас је изнешен из цркве, исјечен и спаљен.
Срби су из села исељени у децембру 1991. године за вријеме опарације Хрватских снага "Оркан 91".
Јуна 2015. са рушевне сеоске цркве украдено је најстарије од укупно три звона, које је произведено 1765. у Грацу.

## Становништво
Половином 18. вијека Дреновац је имао 25 српских кућа, а 1991. у селу је око 300 мјештана, већином Срба. Данас их готово нема. Слатински Дреновац је према попису из 2011. године имао 50 становника.
| Националност       | 1991. |
| Срби               | 257   |
| Хрвати             | 25    |
| Југословени        | 16    |
| остали и непознато | 9     |
| Укупно             | 307   |

| Демографија | Демографија | Демографија |
| Година      | Становника  | Становника  |
| ----------- | ----------- | ----------- |
| 1971.       | 425         |             |
| 1981.       | 362         |             |
| 1991.       | 307         |             |
| 2001.       | 72          |             |
| 2011.       |             | 50          |

## Попис 1991.
На попису становништва 1991. године, насељено место Слатински Дреновац је имало 307 становника, следећег националног састава:
| Попис 1991.‍  | Попис 1991.‍  | Попис 1991.‍ | Попис 1991.‍ | Попис 1991.‍ |
| ------------ | ------------ | ----------- | ----------- | ----------- |
|              |              |             |             |             |
| Срби         | Срби         |             | 257         | 83,71%      |
| Хрвати       | Хрвати       |             | 25          | 8,14%       |
| Југословени  | Југословени  |             | 16          | 5,21%       |
| Муслимани    | Муслимани    |             | 3           | 0,97%       |
| Мађари       | Мађари       |             | 1           | 0,32%       |
| неопредељени | неопредељени |             | 1           | 0,32%       |
| непознато    | непознато    |             | 4           | 1,30%       |
| укупно: 307  |              |             |             |             |